# Fidel Lora Lillo
Fidel Lora Lillo (Barcelona, 3 de febrer de 1969) és un polític català, diputat al Parlament de Catalunya en la IV Legislatura.
Ha estudiat psicologia a la Universitat de Barcelona i ha treballat en el sector del lleure jovenil. Ha estat portaveu de la Coordinadora d'Estudiants del Col·lectiu de Joves Comunistes (CJC), organització e la que n'ha estat secretari general. Alhora, milita al Partit dels Comunistes de Catalunya i ha estat membre de la secretaria de la joventut de Comissions Obreres. A les eleccions al Parlament de Catalunya de 1995 fou elegit diputat per la província de Barcelona dins les llistes d'Iniciativa per Catalunya-Verds, però el 1997 es passà al Grup Mixt i formà part del nou grup Esquerra Unida i Alternativa. Posteriorment es desvinculà del PCC i formà part del grup Espai Marx.